# Nglindur
Nglindur is een bestuurslaag in het regentschap Gunung Kidul van de provincie Jogjakarta, Indonesië. Nglindur telt 2416 inwoners (volkstelling 2010).